# شاندرا ويلسن
شاندرا ويلسن (بالإنجليزية: Chandra Wilson)‏ ممثلة أمريكية من مواليد 27 أغسطس 1969، حصلت عن دورها في مسلسل غريز أناتومي الدكتورة (ميراندا بايلي) على جائزتى أفضل ممثلة وأفضل مجموعة من نقابة ممثلي الشاشة عام 2006، كما رُشحت لجائزة الإيمي لأفضل ممثلة.

## روابط خارجية
- شاندرا ويلسن على موقع IMDb (الإنجليزية)
- شاندرا ويلسن على موقع روتن توميتوز (الإنجليزية)
- شاندرا ويلسن على موقع ألو سيني (الفرنسية)
- شاندرا ويلسن على موقع ميوزك برينز (الإنجليزية)
- شاندرا ويلسن على موقع أول موفي (الإنجليزية)
- شاندرا ويلسن على موقع قاعدة بيانات برودواي على الإنترنت (الإنجليزية)
- شاندرا ويلسن على موقع قاعدة بيانات الأفلام السويدية (السويدية)
- شاندرا ويلسن على موقع إن إن دي بي (الإنجليزية)
- شاندرا ويلسن على موقع قاعدة بيانات الفيلم (الإنجليزية)
- شاندرا ويلسن على موقع كينوبويسك (الروسية)